# Charles Vane-Tempest-Stewart, 6. Marquess of Londonderry

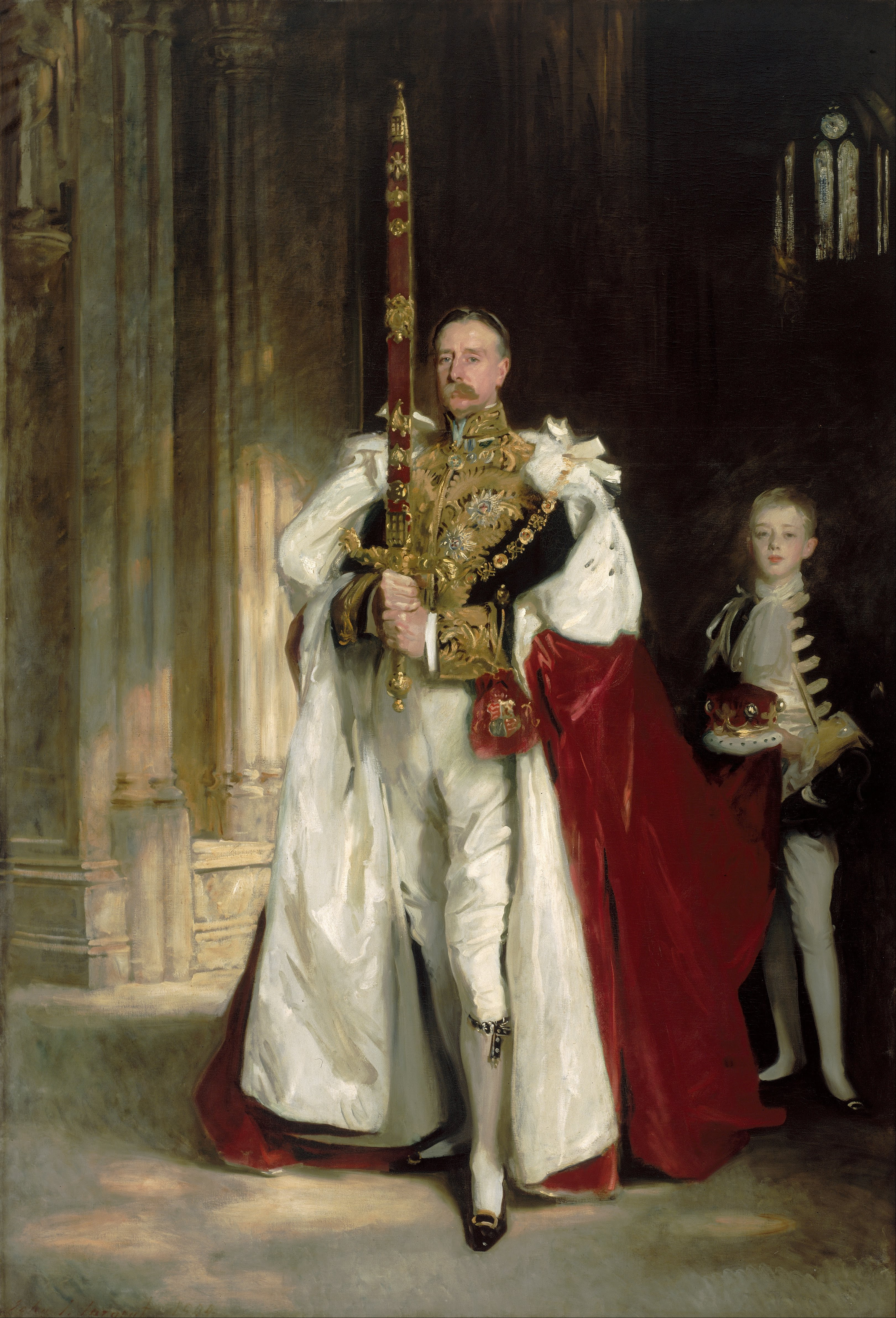
Charles Vane-Tempest-Stewart, 6. Marquess of Londonderry, als Träger des Staatsschwertes (Great Sword of State) mit seinem Pagen W. C. Beaumont bei der Krönung von König Eduard VII. am 9. August 1902 (Gemälde von John Singer Sargent, 1904)

Charles Stewart Vane-Tempest-Stewart, 6. Marquess of Londonderry, KG, GCVO, PC, DL, JP (Geburtsname: Charles Stewart Vane-Tempest; * 6. Juli 1852; † 8. Februar 1915) war ein britischer Politiker der Conservative Party, der zwischen 1878 und 1884 Mitglied des Unterhauses (House of Commons) war sowie 1884 die Titel als 6. Marquess of Londonderry sowie die damit verbundenen nachgeordneten Titel erbte und dadurch Mitglied des Oberhauses (House of Lords) wurde.
Er war unter anderem zwischen 1886 und 1889 Lord Lieutenant of Ireland, von 1900 bis 1902 Postminister (Postmaster General), zwischen 1902 und 1905 Bildungsminister (President of the Board of Education) sowie von 1903 bis 1905 auch Lordpräsident des Rates (Lord President of the Council). Er war ferner zwischen 1900 und 1903 Lord Lieutenant von Belfast sowie von 1902 bis 1915 auch Lord Lieutenant des County Down.

## Leben

### Familiäre Herkunft und Unterhausabgeordneter
Charles Stewart Vane-Tempest war das zweite Kind und der älteste Sohn des Unterhausabgeordneten George Vane-Tempest, der 1872 den Titel als 5. Marquess of Londonderry erbte, und dessen Ehefrau Mary Cornelia Edwards. Seine ältere Schwester Lady Frances Cornelia Harriet Emily Vane-Tempest verstarb bereits am 2. März 1872 im Alter von 21 Jahren. Sein jüngerer Bruder Henry John Vane-Tempest diente als Lieutenant im 2nd Regiment of Life Guards und war später Deputy Lieutenant der Grafschaften Merionethshire sowie Montgomeryshire. Seine jüngere Schwester Lady Avarina Mary Vane-Tempest starb am 26. Juni 1873 im Alter von nur 15 Jahren. Sein jüngerer Bruder Herbert Lionel Henry Vane-Tempest war Major der Durham Artillery Volunteers und fungierte zeitweilig als High Sheriff von Montgomeryshire. Seine jüngste Schwester Lady Alexandrina Louise Maud Vane-Tempest war die Ehefrau des Unterhausabgeordneten Wentworth Beaumont, der 1907 den Titel des Baron Allendale erhielt sowie 1911 zum 1. Viscount Allendale erhoben wurde.
Er selbst besucht das renommierte Eton College und absolvierte danach ein Studium am Christ Church College der University of Oxford. Am 17. Mai 1878 wurde er für die Conservative Party zum Mitglied des Unterhauses (House of Commons) gewählt und vertrat in diesem bis zum 6. November 1884 den Wahlkreis County Down.

### Oberhausmitglied, Lord Lieutenant von Irland und Minister

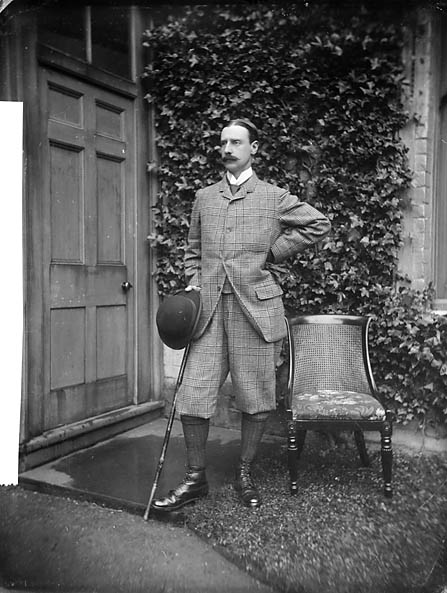
Charles Vane-Tempest-Stewart, 6. Marquess of Londonderry (Fotografie von John Thomas, 1885)

Nach dem Tode seines Vaters erbte Vane-Tempest am 6. November 1884 den Titel als 7. Marquess of Londonderry sowie die damit verbundenen nachgeordneten Titel als 6. Earl of Londonderry, 4. Earl Vane, 6. Viscount Castlereagh, 4. Viscount Seaham, of Seaham, in the County of Durham, 6. Baron Londonderry sowie als 4. Baron Stewart, of Stewart’s Court and Ballylawn, in the County of Donegal. Dadurch wurde er Mitglied des Oberhauses (House of Lords) und gehörte diesem mehr als vierzig Jahre bis zu seinem Tode am 8. Februar 1915 an. Durch eine Royal Licence vom 3. August 1885 änderte er seinen Namen offiziell in Charles Stewart Vane-Tempest-Stewart.
1886 wurde er Lord Lieutenant of Ireland und bekleidete dieses Amt bis 1889. 1886 wurde er zudem Mitglied des Privy Council (PC) sowie 1888 Ritter des Hosenbandordens (KG). 1892 wurde er ferner Mitglied des Privy Council von Irland (PC (I)). Darüber hinaus war er Honorary Colonel der 3rd Northumbrian Brigade der Royal Field Artillery sowie des 3. Bataillons der Durham Light Infantry. Darüber hinaus war er zeitweilig Deputy Lieutenant (DL) des County Durham sowie der Grafschaft Montgomeryshire. Des Weiteren war er zeitweise Friedensrichter (Justice of the Peace) des County Durham. Er war ferner zwischen 1897 und 1901 freiwilliger Aide-de-camp von Königin Victoria.
Am 10. April 1900 wurde der Marquess of Londonderry Nachfolger von Henry Fitzalan-Howard, 15. Duke of Norfolk als Postminister (Postmaster General) und gehörte als solcher seit dem 7. November 1900 bis zum 11. Juli 1902 dem Kabinett Salisbury III an. Er war ferner zwischen 1900 und 1903 Lord Lieutenant von Belfast sowie 1901 freiwilliger Aide-de-camp von König Eduard VII. Im darauf folgenden Kabinett Balfour fungierte er als Nachfolger von Spencer Cavendish, 8. Duke of Devonshire zwischen dem 11. August 1902 und dem 4. Dezember 1905 als Bildungsminister (President of the Board of Education). Daneben war er von 1902 bis 1915 auch Lord Lieutenant des County Down. Zugleich löste er den Duke of Devonshire am 19. Oktober 1903 als Lordpräsident des Rates (Lord President of the Council) ab und bekleidete auch dieses Amt bis zum 4. Dezember 1905. Ihm wurde 1903 er zum Knight Grand Cross des Royal Victorian Order (GCVO) geschlagen. 1910 bekleidete er ferner den Posten als Bürgermeister von Durham.

### Ehe und Nachkommen
Charles Stewart Vane-Tempest heiratete am 2. Oktober 1875 in Alton Towers Lady Theresa Susey Helen Chetwynd-Talbot, eine Tochter von Charles Chetwynd-Talbot, 19. Earl of Shrewsbury. Aus dieser Ehe gingen eine Tochter sowie zwei Söhne hervor. Seine Tochter Lady Helen Mary Theresa Vane-Tempest-Stewart war die Ehefrau von Giles Fox-Strangways, 6. Earl of Ilchester. Sein älterer Sohn Charles Vane-Tempest-Stewart erbte nach seinem Tode am 8. Februar 1915 den Titel als 7. Marquess of Londonderry sowie die nachgeordneten Titel und die damit verbundene Mitgliedschaft im Oberhaus und war mit Edith Helen Chaplin, eine Tochter von Henry Chaplin, 1. Viscount Chaplin.